# I'm a Monkey's Uncle
I'm a Monkey's Uncle (br.: Rixas Nas Rochas) é um curta-metragem estadunidense de 1948, dirigido por Jules White. É o 110º filme de um total de 190 da série com os Três Patetas produzida pela Columbia Pictures entre 1934 e 1959.

## Enredo
Os Patetas são homens das cavernas na era da pedra. Eles devem cuidar de suas tarefas diárias, consistindo em misturar leite, caçar peixe e coleta de ovos. Tal é a vida nos tempos pré-históricos. Naquela tarde, Moe tem um encontro com sua namorada, Aggie (Virginia Hunter). Shemp e Larry querem se juntar, já que Aggie tem duas irmãs para os meninos, Maggie (Nancy Saunders) e Baggie (Dee Green). Quando os homens das cavernas rivais alegam que os patetas roubaram suas mulheres, uma briga explode, com o trio catapultando pedras, lama e ovos nos homens das cavernas. Depois de afastá-los, os patetas vitoriosos são livres para curtir suas queridas.

## Produção
I'm a Monkey's Uncle foi refeito como Stone Age Romeos em 1955 . O título do filme refere-se ao idioma "tio dos macacos".
Este é um dos poucos filmes em que Shemp imita a rotina de seu irmão Curly Howard. Isso foi feito em outros filmes como Who Done It? (1949), devido a certos roteiros sendo escritos para Curly antes de sua doença prematura.